# 크리덴셜
크리덴셜(credential) 또는 자격 증명은 관련 또는 사실상의 권한을 가진 제3자가 개인에게 발급한 자격, 역량 또는 권한을 자세히 설명하는 문서이다.
자격 증명의 예로는 디플로마, 학위, 인증서, 비밀 정보 사용 허가, 신분증, 배지 (장신구), 비밀번호, 사용자 이름, 키, 위임장 등이 있다. 때로는 과학 논문이나 서적과 같은 출판물이 일부 사람들에게 자격 증명과 유사한 것으로 간주될 수 있다. 특히 출판물이 동료 검토를 받았거나 잘 알려진 저널이나 평판이 좋은 출판사에서 발행된 경우 더욱 그렇다.

## 크리덴셜 유형 및 문서
크리덴셜을 보유한 사람에게는 일반적으로 크리덴셜의 증거로 문서나 비밀 지식(예: 비밀번호 또는 키)이 제공된다. 때로는 이 증거(또는 그 사본)가 신뢰할 수 있는 제3자가 보유하는 경우도 있다. 어떤 경우에는 크리덴셜이 종이 회원 카드만큼 간단할 수 있지만 졸업장과 같은 다른 경우에는 크리덴셜 발급자가 직접 편지를 제시하고 협상이나 회의에서 자신을 대표하는 사람에 대한 믿음을 표현해야 한다.
크리덴셜 위조는 크리덴셜 유형에 관계없이 지속적이고 심각한 문제이다. 위조를 줄이거나 방지하기 위한 방법을 찾는 데 많은 노력이 들어간다. 일반적으로 크리덴셜의 인지된 가치가 클수록 위조 문제도 커지고 크리덴셜 발급자가 사기를 방지하기 위해 노력해야 하는 기간도 길어진다.

## 같이 보기
- 접근 제어
- 물리 보안
- 스마트카드
- 졸업장
- 교육 인플레이션